# Anii 1930
Anii 1930 au fost un deceniu care a început la 1 ianuarie 1930 și s-a încheiat la 31 decembrie 1939.

## Evenimente geopolitice și economice

#### Modificări politice majore
Nazismul
- Adolf Hitler și Partidul Național Socialist German Muncitoresc (Partidul Nazist) ajung la putere în Germania în 1933, formând un regim fascist angajat în repudierea Tratatului de la Versailles, persecutarea și eliminarea evreilor și a altor minorități din societatea germană, extinderea teritoriului Germaniei și opunerii răspândirii comunismului.
- Hitler scoate Germania din Liga Națiunilor, dar găzduiește Jocurile Olimpice de vară din 1936 pentru a arăta lumii noul Reich și pentru a demonstra superioritatea trupelor sportive ariene.
- Neville Chamberlain, prim-ministru al Regatului Unit (1937–1940), încearcă să-l liniștească pe Hitler, în speranța de a evita un război, permițând dictatorul să anexeze regiunea sudetă (regiunile de vest ale Cehoslovaciei). Mai târziu s-a semnat Acordul de la München și s-au constituit elementele promițătoare "pace pentru timpul nostru". El a fost demis în favoarea lui Winston Churchill în mai 1940, după invazia Norvegiei.[1]
- Asasinarea diplomatului german Ernst vom Rath de către un evreu polonez de origine germană, a declanșat Kristallnacht (Noaptea de cristal) care a avut loc între 9 și 10 noiembrie 1938 efectuată de Tineretul Hitlerist, Gestapo-ul, și SS, în care o mare parte a populației evreiești din Germania nazistă și Austria a fost atacată - 91 de evrei au fost uciși și între 25.000 și 30.000 au fost arestați și trimiși în lagăre de concentrare. 267 de sinagogi au fost distruse, iar mii de case și firme au fost devastate. De asemenea, Kristallnacht a servit ca pretext pentru confiscarea armelor de foc de la evreii germani.
- Germania și Italia urmează agende expansioniste teritoriale. Germania cere anexarea statului federal al Austriei și a altor teritorii de limbă germană din Europa. Între 1935-1936, Germania recuperează Saar și remilitarizes Renania. Inițial Italia se opune obiectivelor Germaniei pentru Austria, dar în 1936, după izolarea diplomatică a Italiei în urma începerii celui de-al doilea război italo-etiopian, Italia și Germania își rezolvă diferendul, Germania devenind singurul aliat al Italiei. Germania și Italia și-au îmbunătățit relațiile prin formarea unei alianțe împotriva comunismului în 1936, cu semnarea Pactului AntiComintern. Germania anexează Austria, eveniment cunoscut sub numele de Anschluss.  Anexarea regiunii sudete a urmat negocierilor care au condus la Acordul de la Munchen din 1938. Invazia italiană din Albania din 1939, reușește transformarea Regatului Albaniei într-un protectorat italian. Tronul albanez vacant a fost susținut de către Victor Emmanuel al III-lea al Italiei.[2] Germania primește teritoriul Memel din Lituania, ocupă ceea ce rămâne din Cehoslovacia și invadează în cele din urmă cea de-a doua Republiciă Polonă, ultimul eveniment ducând la izbucnirea celui de-Al Doilea Război Mondial.
- În 1939, câteva țări din America, inclusiv Canada, Cuba și Statele Unite au respins azilul a sute de refugiați evrei germani la bordul navei St. Louis, care au părăsit regimul nazist de persecuție antisemit din Germania. În cele din urmă, nici o țară nu a acceptat refugiații, iar nava s-a întors înapoi în Germania. Unii au ales să se sinucidă mai degrabă decât să revină în Germania nazistă.

Războaie
- Războiul Colombia–Peru (1 septembrie 1932 – 24 mai 1933) – lupta dintre Republica Columbia și Republica Peru.
- Războiul Chaco (15 iunie 1932 – 10 iunie 1935) – lupta dintre Bolivia și Paraguay asupra disputei teritoriale Gran Chaco. O înțelegere pentru împărțirea teritoriului a fost făcută în 1938.
- Al Doilea Război Chino-Japonez (7 iulie 1937 – 9 septembrie 1945) – lupta dintre China și Imperiul Japoniei.
- Al Doilea Război Mondial a izbucnit la 1 septembrie 1939.

Conflicte interne
- Războiul Civil Chinez (1927–1949); Conducerea Kuomintang și Partidul Comunist din China luptă într-un război civil pentru controlul Chinei.
- Războiul Civil Spaniol (17 iulie 1936 – 1 aprilie 1939).
- Războiul Castellammarese (1929 – 10 septembrie 1931) - a fost o luptă sângeroasă, putere pentru controlul Mafiei italiano-americană între partizani ai lui Joe "The Boss" Masseria și cei ai lui Salvatore Maranzano.

România
- În 1930, România avea o populație de 18.057.028 de locuitori.
- În septembrie 1932, ca urmare a Marii Crize economice, se aplică a doua curbă de sacrificii - reducerea cu 15% a salariilor.
- În februarie 1933, se aplică propunerea din ianuarie a guvernului cu a treia curbă de sacrificii - o nouă reducere a salariilor și pensiilor cu 10-12,5% în condițiile în care salariul nominal reprezenta doar 63% față de cel din 1929. Măsura a declanșat proteste în toată țara.
- La atelierele CFR-Grivița se desfășoară acțiuni muncitorești, când 7000 de muncitori declară grevă.
- În decembrie 1933, guvernul Duca dizolvă Garda de Fier.
- În 1938, Regele Carol al II-lea a desființat toate partidele politice și a instituit Consiliul de Coroană ca organ de stat cu caracter permanent.
- În acest deceniu, în România se construiește Arcul de Triumf, se amenajează Parcul Național Herăstrău, se înființează Academia de Științe a României, Monetăria Statului, Banca Agriculturii Românești, se construiește Biblioteca Academiei Române, Academia de Înalte Studii Militare, Biserica franceză, se constituie Federația Română de Fotbal și Federația Română de Handbal.

## Dezastre

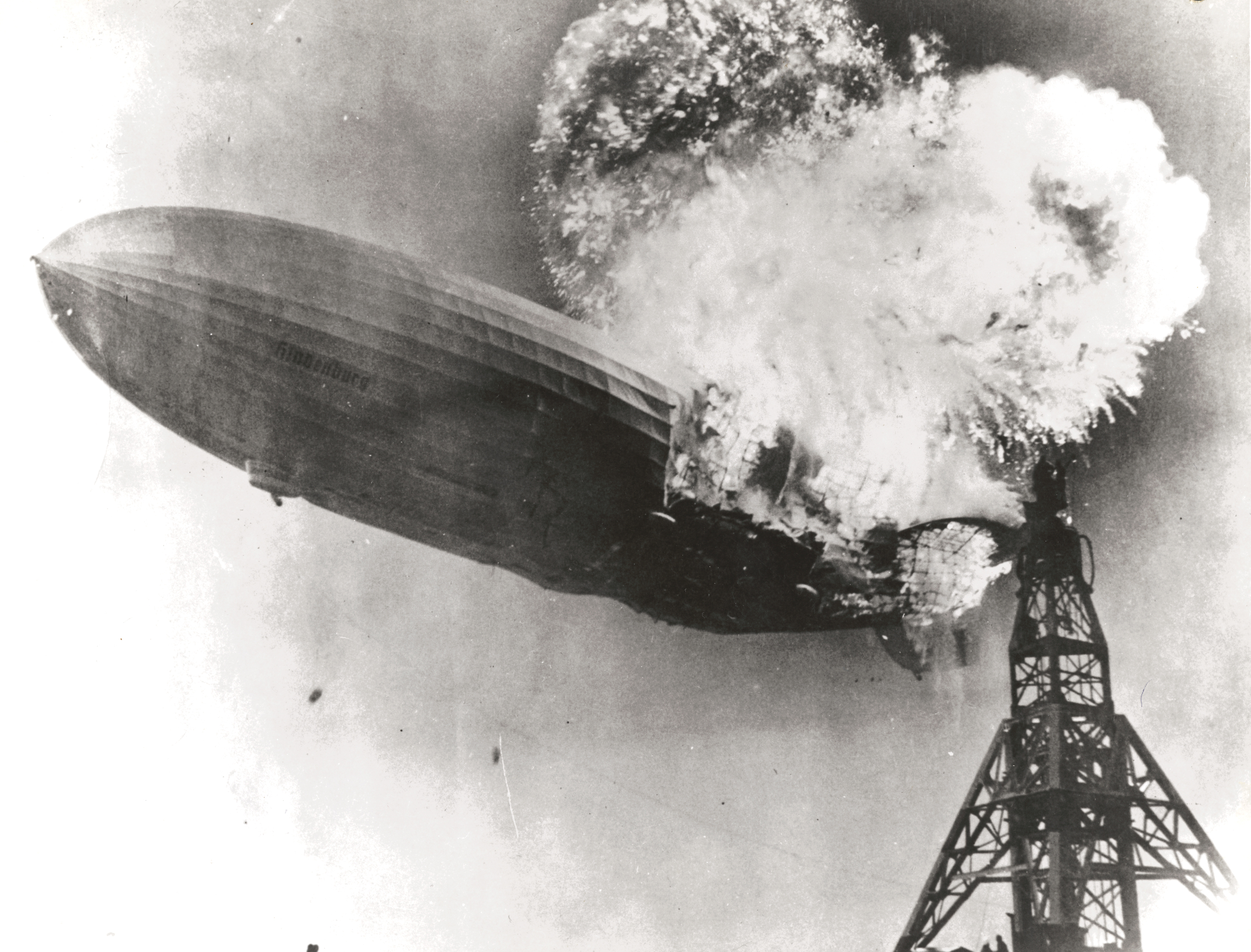
Explozia dirijabilului german Hindenburg în 1937.

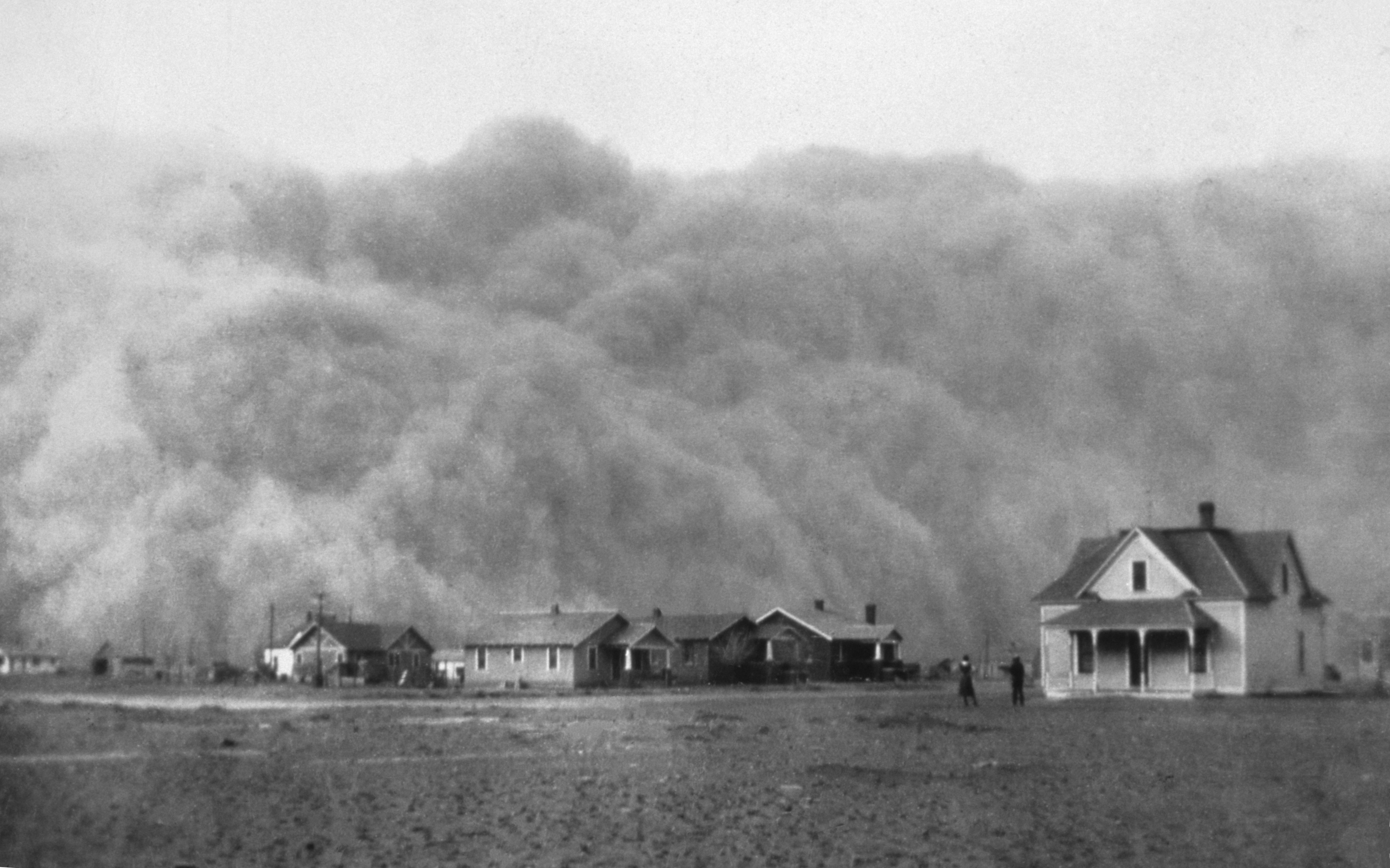
Dust Bowl în apropiere de Stratford, Texas, 1935.

- Dirijabilul german Hindenburg explodează în aer deasupra Lakehurst, New Jersey, Statele Unite, la 6 mai 1937. 36 de oameni au fost uciși. Evenimentul a condus la o anchetă a exploziei și dezastrul provoacă o neîncredere publică majoră față de utilizarea aeronavelor umflate cu hidrogen, neîncredere care a provocat daune grave reputației companiei Zeppelin.
- Dust Bowl: o perioadă de furtuni puternice de praf care a provocat daune ecologice și agricole majore pentru americani și canadieni. Cauzată de o secetă extremă, împreună cu zeci de ani de agricultură extensivă, fără rotația culturilor, câmpurile necultivate, culturile de acoperire sau alte tehnici pentru prevenirea eroziunii și vânturi puternice, aceasta a afectat un procent estimat la 100 milioane de acri (400.000 km2) de teren și a cauzat migrația în masă, penuria de alimente, mai multe decese și boli din cauza inhalării nisipului și reducerea severă a ratei salariului.
- Revărsarea Fluviului Galben din 1938, a dus la inundații în Huayuankou, China a 54.000 km2 de teren și la pierderea a 500.000 de vieți.

## Asasinări
- Primul ministru al României, Ion Gheorghe Duca, este asasinat în 1933. Este împușcat de un grup de legionari (Nicadori) cu 5 gloanțe în ceafă.
- Engelbert Dollfuss, Cancelar al Austriei, este asasinat în 1934 de niște naziști austrieci.
- Alexandru I al Iugoslaviei este asasinat în 1934 în timpul unei vizite la Marseille, Franța, împreună cu ministrul de externe al Franței. Asasinul a fost Vlado Chernozemski, un membru al organizației fasciste croate  "Ustașa".
- Primul ministru al României, Armand Călinescu, este asasinat în 1939, de către un grup de legionari, condus de avocatul Miti Dumitrescu.